# Ruby Langford Ginibi
Ruby Langford Ginibi (nascida Ruby Maude Anderson, Coraki, 26 de janeiro de 1934 — Sydney, 1 de outubro de 2011) foi uma aclamada escritora, historiadora e conferencista do povo bundjalung sobre história, cultura e política aborígene australiana.

## Nomes
De acordo com as próprias memórias, no livro "Don't Take Your Love to Town", seus pais se casaram em setembro de 1934, oito meses após seu nascimento e ela foi originalmente chamada Ruby Maude Anderson. Langford era o sobrenome de seu marido e Ginibi é um título honorífico de povo bundjalung, que significa "cisne-negro".

## Vida e carreira
Nascida na missão Box Ridge, Coraki, na costa norte de Nova Gales do Sul, foi criada em Bonalbo e frequentou o ensino médio em Casino. Aos 15 anos, mudou-se para Sydney, onde trabalhou operando máquinas de roupas. Teve nove filhos de vários relacionamentos, mas só se casou legalmente uma vez, com Peter Langford, cujo sobrenome adotou. Três dos seus filhos morreram antes dela. A designer gráfica Nikita Ridgeway — tatuadora e designer gráfica, que foi premiada com o "100 Mulheres (BBC)", em 2015, em reconhecimento ao seu trabalho empreendedor e defesa do design gráfico aborígene — é uma de suas netas. Seu livro mais conhecido foi o autobiográfico "Don't Take Your Love to Town", publicado em 1988, que ganhou o prêmio "Literatura" da Human Rights and Equal Opportunity Commission (HREOC).
Recebeu o título de membra, em História, do Ministério das Artes de Nova Gales do Sul, em 1994, título de membra honorária do Museu Nacional da Austrália, em Camberra, em 1995, e o título de doutora honoris causa de letras da Universidade La Trobe, em Vitória, em 1998.
Em 2005, recebeu o prêmio especial do New South Wales Premier's Literary Awards. Suas obras são estudadas em escolas e universidades australianas. Em 2005, ganhou o prêmio emérito do Australia Council for the Arts. Recebeu o prêmio de 50 000 dólares em uma cerimônia durante o Festival de Escritores de Sydney. O prêmio reconhece as realizações de escritores com mais de 65 anos. Em 2008, foi embaixadora do "Don't DIS my ABILITY". Escreveu livros de não ficção, ensaios, poemas e contos.

## Morte
Sofria de problemas renais e hipertensão arterial antes de sua morte no Fairfield Hospital, em Sydney, aos 77 anos, em 1 de outubro de 2011.